# Маркус Дайблер
Маркус Дайблер (нім. Markus Deibler, 28 січня 1990) — німецький плавець.
Учасник Олімпійських Ігор 2008, 2012 років.
Чемпіон світу з плавання на короткій воді 2014 року.
Чемпіон Європи з плавання на короткій воді 2010 року, призер 2011 року.